# 威廉·普拉格
威廉·普拉格（William Prager，1903年5月23日—1980年3月16日）， 是在德国卡爾斯魯厄出生的美国应用数学家。
曾任达姆施塔特工业大学讲师，哥廷根大学指导，卡尔斯鲁厄大学，伊斯坦布尔大学，加利福尼亚大学圣迭戈分校和布朗大学教授。在布朗大学他曾担任布迪安斯基的导师。
1983年，为了纪念他的功绩，美国工程科学协会设立了“威廉·普拉格奖”。